# Mr. Natural (personaggio dei fumetti)
Mr. Natural (il cui vero nome è Fred Natural) è un personaggio dei fumetti creato e disegnato dall'artista statunitense Robert Crumb, noto esponente della controcultura e dei fumetti underground degli anni '60 del XX secolo.
Apparso per la prima volta sulla rivista Yerrowstalks nel 1967, la fama del personaggio aumentò di pari passo con il consenso che il fumetto underground andava guadagnandosi durante gli anni '60 e '70, e da allora è stato ampiamente commercializzato in vari prodotti.

## Storia editoriale
Quando si stabilì a San Francisco nel 1967 Crumb iniziò a disegnare fumetti ispirati alla repentina diffusione dell'LSD in quegli anni, suscitando un immediato interesse fra gli editori e i cultori di fumetti dell'epoca: la prima striscia di Mr. Natural, Mr. Natural: The Zen Master, apparve nel primo numero del quotidiano underground Yarrowstalks, la cui casa editrice aveva sede a Filadelfia, il 5 maggio 1967. Quando l'editore Brian Zahn propose a Crumb di occupare l'intero terzo numero della pubblicazione con un fumetto di sua concezione, Crumb ideò rapidamente Flakey Foont e svariati altri personaggi.
In concomitanza col successo che andava raccogliendo su Yarrowstalks, Mr. Natural apparve su altri giornali underground come l'East Village Other, che ospitò tra le altre le strisce Mr. Natural Meets God e Mr. Natural Repents. Ha fatto la sua prima apparizione ufficiale su Zap Comix (celebre serie di fumetti incentrati sulla contocultura americana) fin dal primo numero, edito nel febbraio 1968. Mr. Natural venne ospitato anche in altri fumetti underground come Bijou Funnies e Yellow Dog. Fu un personaggio fisso sui numeri di Zap Comix per il resto degli anni '60 fino ad apparire in copertina in tre numeri.
Crumb creò strisce originali di Mr. Natural anche per The Village Voice dal 2 febbraio al 29 novembre 1976, successivamente raccolte per la prima volta in Mr. Natural n°3 (Kitchen Sink Press, 1977).
Dopo una pausa di dieci anni Mr. Natural tornò sulle pagine di una serie autoreferenziale intolata Hup curata dal solo Crumb, e, dopo un'altra pausa, in Mystic Funnies n°1 (Alex Wood, 1997).
Il personaggio non compare in nuove pubblicazioni dall'anno 2002.
Le varie apparizioni di Mr. Natural sono state raccolte in The Complete Crumb Comics vol. 4, Mr. Sixties!, The Book of Mr. Natural, The Complete Crumb Comics vol. 11 e Mr. Natural Committed to a Mental Institution! (tutti editi da Fantagraphics fra il 1988 e il 1995).

## Caratterizzazione del personaggio
Di primo acchito Mr. Natural si direbbe una sorta di guru che proferisce aforismi sui mali del mondo moderno e sulla salvezza che si può trovare nel misticismo e nella "vita naturale": un uomo che ha rinunciato al mondo materiale per vivere unicamente di ciò che può ottenere in cambio della sua saggezza.
Solitamente raffigurato come leggermente sovrappeso (anche se le sue dimensioni variano a seconda dei contesti), è calvo, ha una lunga barba bianca e indossa una tunica gialla che lo fa assomigliare a un profeta, o un eremita, o alla tipica raffigurazione di Dio come vecchio con la barba.
Nella realtà dei fatti però, il guru apparentemente ascetico e saggio di Crumb è un personaggio non privo di ambiguità: è troppo poco incline al pentimento per potersi definire un vero e proprio truffatore in malafede, e nonostante la sua rinuncia al mondo materiale è irresistibilmente attratto dai piaceri della vita. Il suo modo di parlare diretto, sebbene generalmente apprezzato, lo ha messo occasionalmente nei guai, come quando è stato cacciato dal Paradiso per aver detto a Dio che è "un po' banale" in Mr. Natural Meets God. Ma è anche probabilmente l'unico personaggio creato da Crumb che risulti genuinamente simpatico.
Inoltre i consigli di Mr. Natural si rivelano molto spesso in contrasto con la sua immagine di saggio, e le sue intuizioni sono allo stesso tempo brillanti ma stravaganti.
Forse in questo senso l'aforisma più famoso di Mr. Natural è: "Mr. Natural dice: usa lo strumento giusto per il lavoro", pronunciato dopo aver visto Flakey Foont scaricare un camion pieno di palle da bowling con un forcone. Alla domanda "Cosa significa tutto questo?" la risposta è "Non significa niente..."
Mr. Natural sembrerebbe altresì in possesso di occasionali e bizzarri poteri magici e ha imprevedibili "intuizioni cosmiche", ma è anche lunatico, cinico, tende all'autocommiseratizione e manifesta inedite ossessioni sessuali. Viene continuamente avvicinato da aspiranti discepoli in cerca della Verità (tra cui personaggi storici di Crumb come il già citato Flakey Foont, e Shuman the Human). Di solito li osserva con divertita condiscendenza e un certo affetto riluttante, anche se spesso la sua pazienza si esaurisce rapidamente, e prova un sadico piacere nell'umiliarli. Sebbene sia solitamente molto calmo e padrone di sé a volte finisce in situazioni degradanti come languire per anni in un istituto psichiatrico.
Secondo la biografia ufficiale del personaggio, ovviamente scritta e illustrata da Crumb, "Fred Natural" era stato un musicista jazz e poi un "guaritore spirituale" (una sorta di "santone") negli anni '20, il che collocherebbe la sua data di nascita nei primi anni del XX secolo, coerentemente col fatto che al momento delle sue prime esperienze a San Francisco, ambientate negli anni '60, appare in effetti come un uomo sui 60 anni. Tuttavia in un'altra serie ambientata da Crumb negli anni '20 Fred Natural sembra avere circa cinquant'anni, il che gli farebbe avere cento anni nei primi incontri con Flakey Foont.
Il padre di Mr. Natural esordisce una sola volta come protagonista di una storia ospitata da Zap ed edita nel 1973, dove viene rappresentato come un rude tipo di frontiera che vive in un condominio fatiscente in stile caseggiato popolare.
Sempre nella sua "biografia" si apprende che Fred Natural a un certo punto della sua vita lascia l'America e viaggia per molti anni in Asia, dove sviluppa la sua personale filosofia che mescola disinvoltamente saggezza e raggiro. Per un periodo ha lavorato come tassista in Afghanistan, finché ritorna negli Stati Uniti durante l'era Beat degli anni '60 e viene attratto nella zona della baia di San Francisco dall'abbondanza di ragazze nubili e persone disposte ad ascoltare e soprattutto a pagare per la sua improvvisate perle di spiritualità spiccia. Esorta i suoi discepoli a mangiare solo prodotti della sua linea Mr. Natural Brand Foods e ad ascoltare le sue trasmissioni sulla fittizia radio WZAP.
Uno dei temi trattati dalle storie che lo coinvolgono è l'incapacità delle generazioni negli Stati Uniti di comunicare, poiché ogni generazione rifiuta quella precedente. Per l'ignaro Foont lo stesso Mr. Natural è un "nonno" e non un "padre".
Negli anni '80 e '90 iniziò una relazione tempestosa con Devil Girl, un altro personaggio popolare di Crumb.

## Ispirazione
Il critico Barry Miles scrisse che Mr. Natural è una parodia di Maharishi Mahesh Yogi. Nel film documentario Comic Book Confidential Crumb dichiarò che l'ispirazione a disegnare il personaggio gli venne sentendo l'allora DJ radiofonico David Rubenstein chiamarsi scherzosamente appunto "Mr. Natural".
Un altro modello consapevolmente attinto per l'ideazione di Mr. Natural sarebbero i vari sopravvissuti loschi e poco raccomandabili della Grande Depressione che avevano partecipato alla Seconda Guerra Mondiale in vari ruoli, come militari o corrispondenti di guerra, e che si erano arruolati volontari nella Guerra Civile Spagnola solo per scoprire, nell'era McCarthy degli anni '50, che i loro trascorsi li rendevano indesiderati e non impiegabili in nessun lavoro stardadizzato, e che per sopravvivere avevano dunque elaborato una svariata tipologia di truffe basate sulla "ricerca di illuminazione" in auge fra i Baby Boomer del dopoguerra.
Crumb sottolineò che un'altra delle fonti di ispirazione per Mr. Natural fu un personaggio chiamato The Little Hitchhiker, tratto da una striscia a fumetti intitolata The Squirrel Cage di Gene Ahern, pubblicata dal 1936 al 1953. Mr. Natural assomiglia anche un po' a un personaggio EC Segar: il Dr. OG Wotasnozzle occasionalmente apparso nelle storie di Braccio di Ferro. Invece la sua eterna uniforme gialla ricorda un po' la prima striscia a fumetti di Richard F. Outcault, The Yellow Kid.

## Nella cultura popolare
Nel 1978 fu girato un film pornografico intitolato Up in Flames, con protagonisti Mr. Natural e i Fabulous Furry Freak Brothers di Gilbert Shelton. Il film venne realizzato all'insaputa e senza l'assenso di Crumb o Shelton.
Il signor Natural apparve, sempre senza autorizzazione, impresso su alcuni lotti di fogli di LSD negli anni '70.
Una vignetta di Martin Rowson nell'edizione del 24 luglio 2008 del The Guardian ritraeva Radovan Karadžić, arrestato a Belgrado tre giorni prima, nelle vesti di Mr. Natural.
Mr. Natural fa un cameo nel film d'animazione della Disney Cip & Ciop agenti speciali, nel ruolo di uno dei personaggi che operano nel mercato nero di Main Street. La sua unica battuta ("...fuorissimo!") è doppiata dal regista del film Akiva Schaffer.

## Elenco delle pubblicazioni

### Storie autonome
- Mr. Natural #1 (San Francisco Comic Book Company/Apex Novelties,1970): "Mr. Natural's 719th Meditation", "Om Sweet Om" (with Shuman the Human), "The Origins of Mr. Natural", "The Mr. Natural Drawing Contest", "On the Bum Again"
- Mr. Natural #2 (San Francisco Comic Book Company,1971): "A Gurl in Hotpants", "Sittin' Around the Kitchen Table", "The Girlfriend", "Have you seen 'um lately?", "I am the greatest! Make way! Make Way!", "On the Bum Again, part two"
- Mr. Natural #3 (Kitchen Sink Press, 1977): 43 brevi storie da una pagina (originalmente pubblicato sul Village Voice)
- Mystic Funnies #1 (Alex Wood, 1997): "Who Are You?", "Look and See!", "Ah Yes, So It Goes", "Big Man", "Omen in the Gloamin'", "The Saints"

### Altre apparizioni
- Yarrowstalks #1 (David Auten e Brian Zahn, 1967)
- "Hey Boparee Bop", Yarrowstalks #2 (1967)
- "Mr. Natural Encounters Flakey Foont", Yarrowstalks #3 (967)
- "The Old Pooperoo Pauses to Ponder" (1967)
- "Mr. Natural 'Visits The City'", Zap Comix #1 (Apex Novelties, 1968)
- "Mr. Natural's School of Wisdom", Yellow Dog #1 (Print Mint, 1968)
- "Hm!! Some of these students of mine haven't been making their monthly payments of late!", Zap Comix #2 (Apex Novelties,1968)
- "Mr. Natural in Death Valley", Zap Comix #0 (Apex Novelties, 1968)
- "Street Corner Daze", Zap Comix #3 (Apex Novelties,1968)
- "Hey Boparee Bop", R. Crumb's Head Comix (Viking Press, 1968)
- Yellow Dog #8 (1969)
  - ""Mr. Natural! Mr. Natural! I want you to come and look at my sore bunion"
  - "Mr. Natural Falls in Love"
- "Mr. Natural Takes a Vacation", Zap Comix #4 (Print Mint, 1969)
- "@**!!!! I gotta remember to cancel my subscription to that rag..." (reintitolato "Let Mr. Natural do your thinking for you!!"), Zap Comix #5 (Print Mint, 1970)
- "Smogville Blues", Slow Death Funnies #1 (Last Gasp, 1970) — with Flakey Foont
- "Mr. Natural —The Zen Master", Bijou Funnies #4 (Print Mint, 1970)
- "Angelfood McSpade", Playboy vol. 17, #7 (1970) con l'apparizione speciale di Hugh Hefner
- Uneeda Comix (Print Mint,  1970)
  - "Mr. Natural Goes to a Meeting of the Minds"  — with Flakey Foont and Shuman the Human
  - "It's a Workaday World" — with Flakey Foont
- "Mr. Natural Stops Talking", Your Hytone Comics (Apex Novelties, 1971)
- "I'm taking you to see my ol' man...", Zap Comix #6 (Print Mint, 1973)
- "Mr. Natural Meets 'The Kid'", Zap Comix #7 (Print Mint, 1974)
- "Once I Led the Life of a Millionaire", Carload o' Comics (Bélier Press, 1976)
- Hup #1 (Last Gasp, 1987)
  - "Uh Oh! He's Back! Who's Back? You'll Find Out!"
  - "Here He Comes Again!"
- "The Meeting", Hup #2 (1987)
- "He's A Natural Man!", Hup #3 (Last Gasp, 1989)
- Hup #4 (Last Gasp, 1992)
  - "Distractions, Distractions!!"
  - "A Bitchin' Bod!"
- "Mr. Natural Wants to Talk to You!" Mystic Funnies #2 (Last Gasp, Apr. 1999)
- "Don't Fuck With Him", Mystic Funnies #3 (Fantagraphics, Mar. 2002)